# Moulin de Kerelcun
Le moulin de Kerelcun est un moulin à eau situé sur la commune de La Feuillée, dans le département du Finistère, en Bretagne.

## Historique
Le moulin trouve son origine au Moyen Âge lorsqu'au XIIe siècle, l'ordre de Saint-Jean de Jérusalem érige une commanderie sur les terres de la commune de La Feuillée située dans les monts d'Arrée. La commanderie possède alors plusieurs moulins notamment celui de Kerelcun érigé sur le cours du Fao, plus connu sous le nom de rivière d'Argent. Le moulin restera aux mains des chevaliers hospitaliers jusqu'à la Révolution française, en 1789. Une plaque commémore la fondation du moulin par les Hospitaliers. 
En 1909, a lieu aux abords du moulin une triple noce réunissant 1 800 personnes contre une centaine de personnes pour une même cérémonie. L'événement est suffisamment exceptionnel pour que les photographies de la noce soient tirées en cartes postales. Ce sera le dernier grand événement du début du siècle : en 1910, le dernier meunier cesse son activité et le moulin est abandonné en 1950.  
Tombé en ruine au milieu du XXe siècle, le moulin est racheté par un particulier en 1990 et fait alors l'objet d'une importante restauration qui dure vingt ans. Le bâti est rénové ainsi que le mécanisme hydraulique avec notamment l'ajout d'une nouvelle roue inaugurée en 2010. Le moulin est depuis ce jour à nouveau en état de fonctionnement.

## Architecture et mécanisme
Construit en granit, le moulin présente la forme d'une bâtisse à pignon avec toit d'ardoise. Au rez-de-chaussée se trouve le mécanisme à roues crantées actionné par la roue mettant en branle deux meules à grain. À l'étage, deux trémies permettent au meunier de verser le grain sur les meules. Au niveau du matériel hydraulique, le moulin se compose d'une roue à augets en chêne de 3,80 mètres de diamètre et de 2,5 tonnes alimentée par un bief. Une ancienne meule est visible à l'entrée du moulin. 